# Кралски датски театър
Кралският датски театър (на датски: Skuespilhuset) е театрална сграда, в която се помещава Кралският театър на Дания. Сградата е разположена на пристанището, в началото на квартала Фредериксстаден в централен Копенхаген, Дания. Сградата е специално построена за драматичен театър, допълваща старата сграда на театъра, построена през 1874 г. на Конгс Нюторв, и сградата на операта, построена през 2004 г., която се използва за опера и балет.
Сградата е проектирана от датските архитекти Lundgaard & Tranberg и получава Европейската награда RIBA през 2008 г. за архитектурата си. Сградата е наградена и с Red dot design award за дизайна на столовете в сградата.

## История
От 1880 г. в Копенхаген започва дискусията за построяването на нова сграда на Кралския датски театър, която да отговаря на съвременните изисквания на играта на актьорите, като се фокусира основно на натуралните и интимни драматични речи за разлика от популярните рецитали на театъра по това време.

## Сграда
Театърът е проектиран от датските архитекти, с дългогодишна практика Lundgaard & Tranberg. Построена е с дълги и тесни тухли, които са със специален дизайн. В екстериора на сградата преобладава стъклото, като във високите етажи се помещават офиси, разположени зад сцената и гримьорните на актьорите. Над стъклената фасада е разположен тъмният покрит с мед куб на кулата над сцената.
Под цялата дължина на сградата зад стъклена фасада е разположено фоайе, които има изглед към водата и пристанището. Във фоайето се намират ресторант и кафене.
Около 40% от сградата се намира върху вода, като крайбрежната алея огражда театъра, отклонявайки пешеходците върху повдигнат 150 метра дълга пешеходна пътека, покрита с неодялани дъбови дъски, положени върху криви колони във венециански стил, създаващи усещане за плаване.